# Juventus Football Club 2018-2019
Questa voce raccoglie le informazioni riguardanti la Juventus Football Club nelle competizioni ufficiali della stagione 2018-2019.

## Stagione

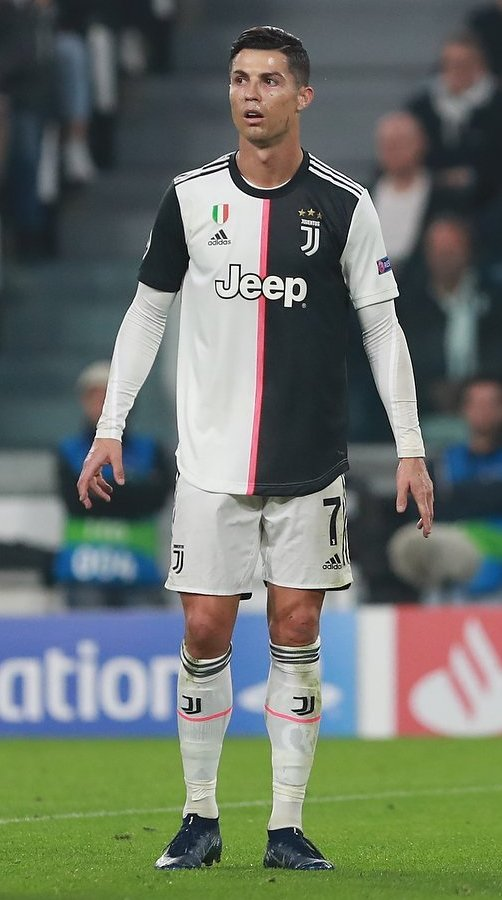
Cristiano Ronaldo, arrivato a Torino per 100 milioni di euro, diventa l'acquisto più oneroso nella storia del calcio italiano: con 21 gol in 31 gare, il fuoriclasse portoghese trascina la Juventus all'8º scudetto consecutivo

L'estate 2018 segna, sul piano immobiliare, un ulteriore tassello del J-Village, con la squadra che dal 9 luglio s'insedia nel nuovo Juventus Training Center alla Continassa. Nel corso della stagione il club va inoltre incontro a un corposo riassetto dirigenziale, con il termine del mandato dell'amministratore delegato Giuseppe Marotta e l'instaurazione di una nuova governance che vede, tra le altre cose, un ruolo più rilevante per il direttore sportivo Fabio Paratici.
Sul versante calcistico, la campagna acquisti estiva si rivela tra le più movimentate della storia bianconera. Già alle prese con gli addìi a due bandiere quali Buffon e Marchisio, la Juventus opta per un robusto ricambio della rosa, che vede le partenze di vari protagonisti degli anni precedenti come Lichtsteiner, Asamoah e Higuaín. A sostituirli, tra i nuovi arrivi spicca su tutti il fuoriclasse portoghese Cristiano Ronaldo, prelevato versando nelle casse del Real Madrid la cifra di 100 milioni di euro – il più costoso trasferimento nella storia del calcio italiano. Arrivano a Torino anche il portiere Perin, l'esterno lusitano João Cancelo e il mediano tedesco Emre Can, mentre fanno ritorno in bianconero due prodotti del vivaio, il terzino Spinazzola e l'attaccante Kean, e soprattutto l'ex Bonucci, quest'ultimo dopo la rumorosa separazione di appena dodici mesi prima, nell'ambito di uno scambio con il Milan che porta Caldara in rossonero.
Inserita da testa di serie nella fase a gironi della UEFA Champions League, la formazione bianconera offre buone prestazioni sia in campionato – dove consegue 8 vittorie consecutive iniziali – sia in Europa, conquistando 9 punti nelle prime tre uscite. La qualificazione alla fase a eliminazione diretta di Champions viene incamerata in anticipo, mentre il primato in campionato non è mai messo in discussione. Terminato al primo posto il raggruppamento continentale, davanti al Manchester Utd, la Vecchia Signora incamera il simbolico titolo d'inverno con ben 53 punti all'attivo: a conferire maggior risalto al traguardo è l'imbattibilità stagionale, già registrata nell'edizione 2011-2012 seppur con un quantitativo inferiore di punti.

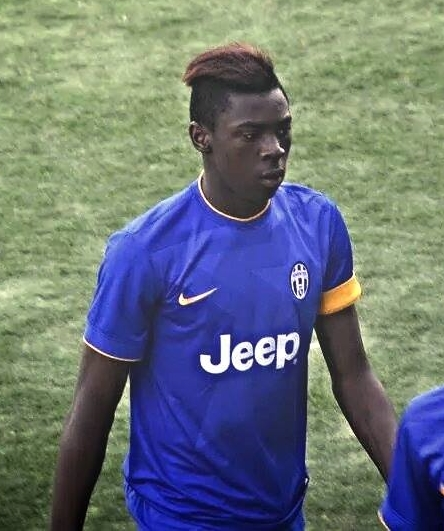
Il 19enne Moise Kean, alla prima stagione effettiva in prima squadra, sale alla ribalta nella seconda parte di campionato con 6 gol in 13 gare, emergendo tra i protagonisti del 35º tricolore juventino.

Nel mese di gennaio, i sabaudi cominciano il proprio percorso in Coppa Italia eliminando il Bologna negli ottavi di finale. Dopo aver conquistato in Arabia Saudita – per la scelta della FIGC di far disputare la gara in campo neutro – l'ottava Supercoppa italiana a danno del Milan, l'undici di Allegri viene estromesso dall'Atalanta nel secondo torneo nazionale. Gli ottavi di finale di Champions vedono invece i bianconeri abbinati agli spagnoli dell'Atlético Madrid, detentori della UEFA Europa League: il confronto di andata, al quale i piemontesi giungono dopo aver consolidato ulteriormente un già rassicurante primato in campo nazionale, vede gli iberici imporsi per 2-0. Ipotecato il titolo nazionale già a marzo, la Juventus affronta la partita di ritorno con maggiore convinzione: una tripletta di Ronaldo ribalta infatti l'esito, spingendo i bianconeri ai quarti di finale. La domenica seguente, la sconfitta sul campo del Genoa costa invece l'interruzione di un'imbattibilità che in massima serie era iniziata il 22 aprile 2018 (quando la formazione aveva ceduto in casa al Napoli). Il cammino europeo si conclude nel turno successivo, quando un'outsider rappresentata dall'olandese Ajax ha la meglio sui campioni d'Italia pareggiando ad Amsterdam (1-1) per poi imporsi di misura a Torino.
Subito dopo l'eliminazione dalla Coppa, la Juventus si aggiudica con cinque giornate di anticipo lo Scudetto superando la Fiorentina allo Stadium per 2-1; l'affermazione sui viola nega infatti al Napoli – unica rivale, almeno teorica, dei sabaudi in questo torneo – la matematica possibilità di arginare il distacco, risultato di 11 punti a fine campionato (90 contro 79). Al termine della stagione, dando credito a voci della stampa che annunciavano un imminente divorzio, Allegri ufficializza l'addio ai colori bianconeri: il tecnico toscano si congeda da Madama dopo cinque stagioni, nobilitate dalla vittoria di altrettanti titoli che gli consentono di superare – in tal senso – Carlo Carcano, allenatore bianconero degli anni Trenta.

## Divise e sponsor
Il fornitore tecnico per la stagione 2018-2019 è adidas, al quarto anno con i bianconeri; sponsor principale è Jeep, al settimo anno con i torinesi, mentre back sponsor per le competizioni nazionali è Cygames, al secondo anno con la squadra piemontese.
La prima divisa appare tra le più originali e innovative nella storia del club: la maglia vede una netta predominanza del bianco sul nero, con solo due grandi pali neri nella parte frontale e addirittura uno in quella posteriore, quest'ultimo peraltro interrotto da uno spazio bianco che ingloba nomi e numeri in nero; alla casacca sono abbinati pantaloncini e calzettoni bianchi, con le sole three stripes adidas a contrasto. Per le trasferte è a disposizione una seconda divisa contraddistinta dalla tonalità «pastel sand», con maglia e calzettoni sesamo inframezzati da pantaloncini argilla, e una terza divisa marchiata adidas Parley, colorata in gradazioni di grigio e con dettagli in giallo fluo. In occasione degli ultimi tre incontri di campionato, giocati rispettivamente contro Roma, Atalanta e Sampdoria, la Juventus scende in campo con la divisa casalinga della stagione 2019-2020.
| Casa | Casa (36ª-38ª Serie A) | Trasferta | Terza divisa |

Per i portieri sono disponibili quattro divise, contraddistinte sul busto da una grafica irregolare e tono su tono, in varianti verde, azzurro, rosso e arancione. Similmente con quanto avvenuto con i calciatori di movimento, anche i portieri juventini scendono eccezionalmente in campo sul finire dell'annata con le divise della stagione 2019-2020.
| 1ª portiere | 1ª portiere (37ª Serie A) | 2ª portiere | 2ª portiere (36ª e 38ª Serie A) | 3ª portiere | 4ª portiere |

## Organigramma societario
ORGANI DI AMMINISTRAZIONE E CONTROLLO
Consiglio di amministrazione
- Presidente: Andrea Agnelli
- Presidenti onorari: Giampiero Boniperti e Franzo Grande Stevens
- Vicepresidente: Pavel Nedvěd
- Amministratore delegato - CFO: Aldo Mazzia (fino al 25 ottobre 2018)[51]
- Amministratore delegato - Direttore generale area sport: Giuseppe Marotta (fino al 25 ottobre 2018)[5]
- Chief Football Officer: Fabio Paratici (dal 23 novembre 2018)[6]
- Chief Revenue Officer: Giorgio Ricci (dal 23 novembre 2018)[6]
- Chief Financial Officer: Marco Re (dal 23 novembre 2018)[6]
- Amministratori: Paolo Garimberti, Asaia Grazioli Venier, Caitlin Hughes, Daniela Marilungo
- Amministratori indipendenti: Maurizio Arrivabene, Francesco Roncaglio, Enrico Vellano

Collegio sindacale
- Presidente: Paolo Piccatti – Presidente
- Sindaci effettivi: Roberto Longo, Silvia Lirici
- Sindaci supplenti: Roberto Petrignani, Nicoletta Parracchini

AREE E MANAGEMENT
Area gestione aziendale
- Responsabile gestione e controllo investimenti immobiliari: Riccardo Abrate
- Direttore comunicazione e relazioni esterne: Claudio Albanese
- Direttore pianificazione, controllo e progetti speciali: Stefano Bertola
- Responsabile internal audit: Alessandra Borelli
- Responsabile segreteria sportiva: Francesco Gianello
- Responsabile information technology: Claudio Leonardi
- Responsabile amministrativo: Alberto Mignone
- Responsabile marketing e risorse digitali: Federico Palomba
- Responsabile finanziario: Marco Re
- Responsabile global partnerships e ricavi aziendali: Giorgio Ricci
- Direttore risorse umane: Sergio Spinelli
- Brand ambassador: David Trezeguet
- Responsabile legale: Fabio Tucci
- Responsabile Brand, Licensing e Retail: Silvio Vigato
- Direttore commerciale: Giorgio Ricci
- Dirigente internal audit: Luigi Bocchio

Area comunicazione
- Direttore JTV: Claudio Zuliani
- Direttore Juventus Training Center:
- Addetto stampa ed editoria: Gabriella Ravizzotti, Fabio Ellena
- Responsabile contenuti editoriali: Enrica Tarchi
- Comunicazione corporate: Stefano Coscia
- Responsabile marketing: Alessandro Sandiano

Area sportiva
- Direttore sportivo: Fabio Paratici
- Head of Football Teams and Technical Areas: Federico Cherubini[52]
- General Secretary: Maurizio Lombardo[52]
- 1st Team Manager: Matteo Fabris[52]

Area tecnica
- Allenatore: Massimiliano Allegri
- Allenatore in seconda: Marco Landucci
- Collaboratori tecnici: Maurizio Trombetta, Aldo Dolcetti, Emilio Doveri, Roberto Bosco
- Preparatore dei portieri: Claudio Filippi
- Responsabile preparazione atletica: Simone Folletti
- Preparatori atletici: Andrea Pertusio, Duccio Ferrari Bravo, Antonio Gualtieri
- Responsabile Training Check: Roberto Sassi

Area sanitaria
- Centro medico: J-Medical

## Rosa
Rosa e numerazione sono aggiornate al 25 maggio 2019.
| N. |                                 | Ruolo | Calciatore                   |
| -- | ------------------------------- | ----- | ---------------------------- |
| 1  | Polonia (bandiera)              | P     | Wojciech Szczęsny            |
| 2  | Italia (bandiera)               | D     | Mattia De Sciglio            |
| 3  | Italia (bandiera)               | D     | Giorgio Chiellini (capitano) |
| 4  | Marocco (bandiera)              | D     | Medhi Benatia                |
| 4  | Uruguay (bandiera)              | D     | Martín Cáceres               |
| 5  | Bosnia ed Erzegovina (bandiera) | C     | Miralem Pjanić               |
| 6  | Germania (bandiera)             | C     | Sami Khedira                 |
| 7  | Portogallo (bandiera)           | A     | Cristiano Ronaldo            |
| 10 | Argentina (bandiera)            | A     | Paulo Dybala                 |
| 11 | Brasile (bandiera)              | A     | Douglas Costa                |
| 12 | Brasile (bandiera)              | D     | Alex Sandro                  |
| 14 | Francia (bandiera)              | C     | Blaise Matuidi               |
| 15 | Italia (bandiera)               | D     | Andrea Barzagli              |
| 16 | Colombia (bandiera)             | A     | Juan Cuadrado                |
| 17 | Croazia (bandiera)              | A     | Mario Mandžukić              |
| 18 | Italia (bandiera)               | A     | Moise Kean                   |

| N. |                        | Ruolo | Calciatore              |
| -- | ---------------------- | ----- | ----------------------- |
| 19 | Italia (bandiera)      | D     | Leonardo Bonucci        |
| 20 | Portogallo (bandiera)  | D     | João Cancelo            |
| 21 | Italia (bandiera)      | P     | Carlo Pinsoglio         |
| 22 | Italia (bandiera)      | P     | Mattia Perin            |
| 23 | Germania (bandiera)    | C     | Emre Can                |
| 24 | Italia (bandiera)      | D     | Daniele Rugani          |
| 30 | Uruguay (bandiera)     | C     | Rodrigo Bentancur       |
| 33 | Italia (bandiera)      | A     | Federico Bernardeschi   |
| 34 | Italia (bandiera)      | C     | Manolo Portanova        |
| 35 | Brasile (bandiera)     | A     | Matheus Pereira         |
| 37 | Italia (bandiera)      | D     | Leonardo Spinazzola     |
| 39 | Cipro (bandiera)       | C     | Grīgorīs Kastanos       |
| 40 | Inghilterra (bandiera) | A     | Stephy Mavididi         |
| 41 | Italia (bandiera)      | C     | Hans Nicolussi Caviglia |
| 43 | Italia (bandiera)      | D     | Paolo Gozzi             |

## Calciomercato

### Sessione estiva(dal 1º/7 al 17/8)
| Acquisti         | Acquisti            | Acquisti            | Acquisti                                             |
| R.               | Nome                | da                  | Modalità                                             |
| ---------------- | ------------------- | ------------------- | ---------------------------------------------------- |
| P                | Mattia Perin        | Genoa               | definitivo (12 milioni € + 3 milioni € bonus)        |
| D                | Leonardo Bonucci    | Milan               | definitivo (35 milioni €)                            |
| D                | João Cancelo        | Valencia            | definitivo (40,4 milioni €)                          |
| D                | Leonardo Spinazzola | Atalanta            | fine prestito                                        |
| C                | Emre Can            |                     | svincolato                                           |
| A                | Douglas Costa       | Bayern Monaco       | riscatto prestito (40 milioni € + 1 milione € bonus) |
| A                | Moise Kean          | Verona              | fine prestito                                        |
| A                | Cristiano Ronaldo   | Real Madrid         | definitivo (100 milioni €)                           |
| Altre operazioni |                     |                     |                                                      |
| R.               | Nome                | da                  | Modalità                                             |
| P                | Emil Audero         | Venezia             | fine prestito                                        |
| P                | Laurențiu Brănescu  | Dinamo Bucarest     | fine prestito                                        |
| P                | Alberto Brignoli    | Benevento           | fine prestito                                        |
| P                | Alberto Gallinetta  | Ravenna             | fine prestito                                        |
| P                | Nicola Leali        | Perugia             | fine prestito                                        |
| P                | Timothy Nocchi      | Perugia             | fine prestito                                        |
| D                | Mattias Andersson   | Den Bosch           | fine prestito                                        |
| D                | Luca Barlocco       | Alessandria         | fine prestito                                        |
| D                | Nazareno Belfasti   | Pro Piacenza        | fine prestito                                        |
| D                | Mattia Caldara      | Atalanta            | fine prestito                                        |
| D                | Luca Coccolo        | Prato               | fine prestito                                        |
| D                | Dario Del Fabro     | Novara              | fine prestito                                        |
| D                | Pol García          | Cremonese           | fine prestito                                        |
| D                | Giangiacomo Magnani | Perugia             | definitivo (5 milioni €)                             |
| D                | Vlad Marin          | Dender              | fine prestito                                        |
| D                | Giulio Parodi       | Pordenone           | fine prestito                                        |
| D                | Stefano Pellizzari  | WSG Swarovski Tirol | fine prestito                                        |
| D                | Rogério             | Sassuolo            | fine prestito                                        |
| D                | Matteo Vitale       | Pro Vercelli        | fine prestito                                        |
| D                | Joel Untersee       | Empoli              | fine prestito                                        |
| D                | Claudio Zappa       | Pistoiese           | fine prestito                                        |
| C                | Luca Clemenza       | Ascoli              | fine prestito                                        |
| C                | Roman Macek         | Cremonese           | fine prestito                                        |
| C                | Rolando Mandragora  | Crotone             | fine prestito                                        |
| C                | Luca Marrone        | Bari                | fine prestito                                        |
| C                | Nicola Mosti        | Viterbese Castrense | fine prestito                                        |
| C                | Roger Tamba M'Pinda | WSG Swarovski Tirol | fine prestito                                        |
| C                | Matheus Pereira     | Paraná              | fine prestito                                        |
| C                | Giorgio Siani       | Den Bosch           | fine prestito                                        |
| C                | Andrés Tello        | Bari                | fine prestito                                        |
| A                | Stefano Beltrame    | Go Ahead Eagles     | fine prestito                                        |
| A                | Davide Cais         | Carrarese           | fine prestito                                        |
| A                | Alberto Cerri       | Perugia             | fine prestito                                        |
| A                | Andrea Favilli      | Ascoli              | definitivo (7,5 milioni € + 1,25 milioni € bonus)    |
| A                | Eric Lanini         | Padova              | fine prestito                                        |
| A                | Stefano Padovan     | Casertana           | fine prestito                                        |
| A                | Marko Pjaca         | Schalke 04          | fine prestito                                        |
| A                | Nicolò Pozzebon     | Mestre              | fine prestito                                        |
| A                | Alhassane Soumah    | Chiasso             | fine prestito                                        |
| A                | King Udoh           | Fano                | fine prestito                                        |

| Cessioni         | Cessioni             | Cessioni            | Cessioni                                                                      |
| R.               | Nome                 | a                   | Modalità                                                                      |
| ---------------- | -------------------- | ------------------- | ----------------------------------------------------------------------------- |
| P                | Gianluigi Buffon     |                     | svincolato                                                                    |
| D                | Benedikt Höwedes     | Schalke 04          | fine prestito                                                                 |
| D                | Stephan Lichtsteiner |                     | svincolato                                                                    |
| C                | Kwadwo Asamoah       |                     | svincolato                                                                    |
| C                | Claudio Marchisio    |                     | rescissione                                                                   |
| C                | Stefano Sturaro      | Sporting Lisbona    | prestito                                                                      |
| A                | Gonzalo Higuaín      | Milan               | prestito (9 milioni €) con diritto di opzione (36 milioni €)                  |
| Altre operazioni |                      |                     |                                                                               |
| R.               | Nome                 | a                   | Modalità                                                                      |
| P                | Emil Audero          | Sampdoria           | prestito (1 milione €) con diritto di opzione (14 milioni €) e contro-opzione |
| P                | Alberto Brignoli     | Palermo             | definitivo                                                                    |
| P                | Alberto Gallinetta   |                     | svincolato                                                                    |
| P                | Nicola Leali         | Perugia             | riscatto prestito (2 milioni €)                                               |
| P                | Timothy Nocchi       |                     | svincolato                                                                    |
| D                | Mattia Caldara       | Milan               | definitivo (35 milioni €)                                                     |
| D                | Nazzareno Belfasti   |                     | svincolato                                                                    |
| D                | Giangiacomo Magnani  | Sassuolo            | definitivo (5 milioni €) con diritto di riacquisto (12 milioni €)             |
| D                | Vlad Marin           |                     | svincolato                                                                    |
| D                | Stefano Pellizzari   |                     | svincolato                                                                    |
| D                | Joel Untersee        | Empoli              | riscatto prestito (500000 €)                                                  |
| C                | Rolando Mandragora   | Udinese             | definitivo (20 milioni €) con diritto di opzione (26 milioni €)               |
| C                | Luca Marrone         | Verona              | prestito con obbligo di riscatto                                              |
| A                | Stefano Beltrame     | Den Bosch           | prestito                                                                      |
| A                | Alberto Cerri        | Cagliari            | prestito (1 milione €) con obbligo di riscatto (9 milioni €)                  |
| A                | Andrea Favilli       | Genoa               | prestito (5 milioni €) con diritto di opzione (7 milioni €)                   |
| A                | Stefano Padovan      | Casertana           | prestito                                                                      |
| A                | Marko Pjaca          | Fiorentina          | prestito (2 milioni €) con diritto di opzione (20 milioni €) e contro-opzione |
| A                | Alhassane Soumah     | WSG Swarovski Tirol | prestito                                                                      |

### Sessione invernale(dal 3/1 al 31/1)
| Acquisti         | Acquisti          | Acquisti              | Acquisti                         |
| R.               | Nome              | da                    | Modalità                         |
| ---------------- | ----------------- | --------------------- | -------------------------------- |
| D                | Martín Cáceres    | Lazio                 | prestito (0,6 milioni €)         |
| Altre operazioni |                   |                       |                                  |
| R.               | Nome              | da                    | Modalità                         |
| P                | Emil Audero       | Sampdoria             | fine prestito                    |
| P                | Erik Gerbi        | Pro Vercelli          | definitivo                       |
| P                | Zsombor Senko     | Federazione ungherese | tesseramento                     |
| D                | Ervin Omic        | Federazione austriaca | tesseramento                     |
| D                | Nikita Vlasenko   | Lugano                | prestito con obbligo di riscatto |
| C                | Daouda Peeters    | Sampdoria             | definitivo                       |
| C                | Filippo Ranocchia | Perugia               | definitivo                       |
| C                | Stefano Sturaro   | Sporting Lisbona      | fine prestito                    |
| C                | Oumar Toure       | Kukësi                | fine prestito                    |
| A                | Andrea Favilli    | Genoa                 | fine prestito                    |
| A                | Gonzalo Higuaín   | Milan                 | fine prestito                    |
| A                | Luca Zanimacchia  | Genoa                 | fine prestito                    |

| Cessioni         | Cessioni            | Cessioni     | Cessioni                                                        |
| R.               | Nome                | a            | Modalità                                                        |
| ---------------- | ------------------- | ------------ | --------------------------------------------------------------- |
| D                | Medhi Benatia       | Lekhwiya     | definitivo (8 milioni € + 2 milioni € bonus)                    |
| Altre operazioni |                     |              |                                                                 |
| R.               | Nome                | da           | Modalità                                                        |
| P                | Emil Audero         | Sampdoria    | prestito con obbligo di riscatto (20 milioni €)                 |
| P                | Erik Gerbi          | Pro Vercelli | prestito                                                        |
| P                | Tembe Mokulu        | Carpi        | prestito con obbligo di riscatto                                |
| D                | Cendrim Kameraj     | Lugano       | definitivo                                                      |
| D                | Edoardo Masciangelo | Lugano       | prestito con obbligo di riscatto                                |
| D                | Riccardo Meneghini  | Verona       | prestito                                                        |
| D                | Claudio Zappa       | Novara       | prestito                                                        |
| C                | Simone Emmanuello   | Pro Vercelli | definitivo                                                      |
| C                | Roman Macek         | Lugano       | definitivo                                                      |
| C                | Daouda Peeters      | Sampdoria    | prestito                                                        |
| C                | Filippo Ranocchia   | Perugia      | prestito                                                        |
| C                | Stefano Sturaro     | Genoa        | prestito (1,5 milioni €) con diritto di opzione (8,5 milioni €) |
| C                | Oumar Toure         | Sparta       | prestito                                                        |
| A                | Andrea Favilli      | Genoa        | prestito con obbligo di riscatto                                |
| A                | Gonzalo Higuaín     | Chelsea      | prestito (9 milioni €) con diritto di opzione (36 milioni €)    |
| A                | Luca Zanimacchia    | Genoa        | prestito con obbligo di riscatto                                |

### Operazioni esterne alle sessioni
| Cessioni | Cessioni        | Cessioni  | Cessioni                    |
| R.       | Nome            | a         | Modalità                    |
| -------- | --------------- | --------- | --------------------------- |
| P        | Emil Audero     | Sampdoria | definitivo (20 milioni €)   |
| C        | Stefano Sturaro | Genoa     | definitivo (16,5 milioni €) |
| A        | Alberto Cerri   | Cagliari  | definitivo (9 milioni €)    |

## Risultati

### Serie A

#### Girone di andata
| Arbitro: | Pasqua (Tivoli) |

|                                      |           |                                               |
| Stępiński 38’ Giaccherini 56’ (rig.) | Marcatori | 3’ Khedira 75’ (aut.) Bani 90+3’ Bernardeschi |

| Arbitro: | Irrati (Pistoia) |

|                          |           |  |
| Pjanić 30’ Mandžukić 75’ | Marcatori |  |

| Arbitro: | Doveri (Roma 1) |

|              |           |                          |
| Gervinho 33’ | Marcatori | 2’ Mandžukić 58’ Matuidi |

| Arbitro: | Chiffi (Padova) |

|                  |           |               |
| Ronaldo 50’, 65’ | Marcatori | 90+1’ Babacar |

| Arbitro: | Giacomelli (Trieste) |

|  |           |                                |
|  | Marcatori | 81’ Ronaldo 90+4’ Bernardeschi |

| Arbitro: | Mariani (Aprilia) |

|                        |           |  |
| Dybala 12’ Matuidi 16’ | Marcatori |  |

| Arbitro: | Banti (Livorno) |

|                                |           |             |
| Mandžukić 26’, 49’ Bonucci 76’ | Marcatori | 10’ Mertens |

| Arbitro: | Abisso (Palermo) |

|  |           |                           |
|  | Marcatori | 33’ Bentancur 37’ Ronaldo |

| Arbitro: | La Penna (Roma 1) |

|             |           |           |
| Ronaldo 18’ | Marcatori | 67’ Bessa |

| Arbitro: | Calvarese (Teramo) |

|            |           |                         |
| Caputo 28’ | Marcatori | 54’ (rig.), 70’ Ronaldo |

| Arbitro: | Mariani (Aprilia) |

|                                            |           |                |
| Dybala 1’ Bradarić 38’ (aut.) Cuadrado 87’ | Marcatori | 36’ João Pedro |

| Arbitro: | Mazzoleni (Bergamo) |

|  |           |                          |
|  | Marcatori | 8’ Mandžukić 81’ Ronaldo |

| Arbitro: | La Penna (Roma 1) |

|                           |           |  |
| Ronaldo 29’ Mandžukić 60’ | Marcatori |  |

| Arbitro: | Orsato (Schio) |

|  |           |                                                |
|  | Marcatori | 31’ Bentancur 69’ Chiellini 79’ (rig.) Ronaldo |

| Arbitro: | Irrati (Pistoia) |

|               |           |  |
| Mandžukić 66’ | Marcatori |  |

| Arbitro: | Guida (Torre Annunziata) |

|  |           |                    |
|  | Marcatori | 70’ (rig.) Ronaldo |

| Arbitro: | Massa (Imperia) |

|               |           |  |
| Mandžukić 35’ | Marcatori |  |

| Arbitro: | Banti (Livorno) |

|                 |           |                                |
| Zapata 24’, 56’ | Marcatori | 2’ (aut.) Djimsiti 78’ Ronaldo |

| Arbitro: | Valeri (Roma 2) |

|                        |           |                         |
| Ronaldo 2’, 65’ (rig.) | Marcatori | 33’ (rig.) Quagliarella |

#### Girone di ritorno
| Arbitro: | Piccinini (Forlì) |

|                                      |           |  |
| Douglas Costa 13’ Can 45’ Rugani 84’ | Marcatori |  |

| Arbitro: | Guida (Torre Annunziata) |

|                |           |                                |
| Can 59’ (aut.) | Marcatori | 74’ Cancelo 88’ (rig.) Ronaldo |

| Arbitro: | Giacomelli (Trieste) |

|                             |           |                                 |
| Ronaldo 36’, 66’ Rugani 62’ | Marcatori | 64’ Barillà 74’, 90+3’ Gervinho |

| Arbitro: | Mazzoleni (Bergamo) |

|  |           |                                 |
|  | Marcatori | 23’ Khedira 70’ Ronaldo 86’ Can |

| Arbitro: | Giua (Olbia) |

|                                   |           |  |
| Dybala 6’ Bonucci 17’ Ronaldo 63’ | Marcatori |  |

| Arbitro: | Calvarese (Teramo) |

|  |           |            |
|  | Marcatori | 67’ Dybala |

| Arbitro: | Rocchi (Firenze) |

|              |           |                    |
| Callejón 61’ | Marcatori | 28’ Pjanić 39’ Can |

| Arbitro: | Chiffi (Padova) |

|                                          |           |             |
| Kean 11’, 39’ Can 67’ (rig.) Matuidi 71’ | Marcatori | 85’ Lasagna |

| Arbitro: | Di Bello (Brindisi) |

|                        |           |  |
| Sturaro 72’ Pandev 81’ | Marcatori |  |

| Arbitro: | La Penna (Roma 1) |

|          |           |  |
| Kean 72’ | Marcatori |  |

| Arbitro: | Giacomelli (Trieste) |

|  |           |                      |
|  | Marcatori | 22’ Bonucci 85’ Kean |

| Arbitro: | Fabbri (Ravenna) |

|                            |           |            |
| Dybala 60’ (rig.) Kean 84’ | Marcatori | 39’ Piątek |

| Arbitro: | Doveri (Roma 1) |

|                           |           |          |
| Bonifazi 49’ Floccari 74’ | Marcatori | 30’ Kean |

| Arbitro: | Pasqua (Tivoli) |

|                                     |           |               |
| Alex Sandro 37’ Pezzella 53’ (aut.) | Marcatori | 6’ Milenković |

| Arbitro: | Banti (Livorno) |

|               |           |             |
| Nainggolan 7’ | Marcatori | 62’ Ronaldo |

| Arbitro: | Orsato (Schio) |

|             |           |           |
| Ronaldo 84’ | Marcatori | 18’ Lukić |

| Arbitro: | Massa (Imperia) |

|                          |           |  |
| Florenzi 79’ Džeko 90+2’ | Marcatori |  |

| Arbitro: | Rocchi (Firenze) |

|               |           |            |
| Mandžukić 80’ | Marcatori | 33’ Iličić |

| Arbitro: | Nasca (Bari) |

|                          |           |  |
| Defrel 84’ Caprari 90+1’ | Marcatori |  |

### Coppa Italia

#### Fase finale
| Arbitro: | La Penna (Roma 1) |

|  |           |                          |
|  | Marcatori | 9’ Bernardeschi 49’ Kean |

| Arbitro: | Pasqua (Tivoli) |

|                              |           |  |
| Castagne 37’ Zapata 39’, 86’ | Marcatori |  |

### UEFA Champions League

#### Fase a gironi
| Arbitro: | Brych |

|  |           |                               |
|  | Marcatori | 45’ (rig.), 51’ (rig.) Pjanić |

| Arbitro: | Karasëv |

|                     |           |  |
| Dybala 5’, 33’, 69’ | Marcatori |  |

| Arbitro: | Mažić |

|  |           |            |
|  | Marcatori | 17’ Dybala |

| Arbitro: | Hațegan |

|             |           |                             |
| Ronaldo 65’ | Marcatori | 86’ Mata 90’ (aut.) Bonucci |

| Arbitro: | Collum |

|               |           |  |
| Mandžukić 59’ | Marcatori |  |

| Arbitro: | Stieler |

|                        |           |            |
| Hoarau 30’ (rig.), 68’ | Marcatori | 80’ Dybala |

#### Fase a eliminazione diretta
| Arbitro: | Zwayer |

|                       |           |  |
| Giménez 78’ Godín 83’ | Marcatori |  |

| Arbitro: | Kuipers |

|                              |           |  |
| Ronaldo 27’, 48’, 86’ (rig.) | Marcatori |  |

| Arbitro: | Del Cerro Grande |

|           |           |             |
| Neres 46’ | Marcatori | 45’ Ronaldo |

| Arbitro: | Turpin |

|             |           |                             |
| Ronaldo 28’ | Marcatori | 34’ Van de Beek 67’ De Ligt |

### Supercoppa italiana
| Arbitro: | Banti (Livorno) |

|             |           |  |
| Ronaldo 61’ | Marcatori |  |

## Statistiche

### Statistiche di squadra
Statistiche aggiornate al 26 maggio 2019.
| Competizione        | Punti | In casa | In casa | In casa | In casa | In casa | In casa | In trasferta | In trasferta | In trasferta | In trasferta | In trasferta | In trasferta | Totale | Totale | Totale | Totale | Totale | Totale | D.R. |
| Competizione        | Punti | G       | V       | N       | P       | Gf      | Gs      | G            | V            | N            | P            | Gf           | Gs           | G      | V      | N      | P      | Gf     | Gs     | D.R. |
| ------------------- | ----- | ------- | ------- | ------- | ------- | ------- | ------- | ------------ | ------------ | ------------ | ------------ | ------------ | ------------ | ------ | ------ | ------ | ------ | ------ | ------ | ---- |
| Serie A             | 90    | 19      | 15      | 4       | 0       | 39      | 13      | 19           | 13           | 2            | 4            | 31           | 17           | 38     | 28     | 6      | 4      | 70     | 30     | +40  |
| Coppa Italia        | -     | 0       | 0       | 0       | 0       | 0       | 0       | 2            | 1            | 0            | 1            | 2            | 3            | 2      | 1      | 0      | 1      | 2      | 3      | -1   |
| Champions League    | 12    | 5       | 3       | 0       | 2       | 9       | 4       | 5            | 2            | 1            | 2            | 5            | 5            | 10     | 5      | 1      | 4      | 14     | 9      | +5   |
| Supercoppa italiana | -     | 0       | 0       | 0       | 0       | 0       | 0       | 0            | 0            | 0            | 0            | 0            | 0            | 1      | 1      | 0      | 0      | 1      | 0      | +1   |
| Totale              | -     | 24      | 18      | 4       | 2       | 48      | 17      | 26           | 16           | 3            | 7            | 38           | 25           | 51     | 35     | 7      | 9      | 87     | 42     | +45  |

### Andamento in campionato
| Giornata  | 1 | 2 | 3 | 4 | 5 | 6 | 7 | 8 | 9 | 10 | 11 | 12 | 13 | 14 | 15 | 16 | 17 | 18 | 19 | 20 | 21 | 22 | 23 | 24 | 25 | 26 | 27 | 28 | 29 | 30 | 31 | 32 | 33 | 34 | 35 | 36 | 37 | 38 |
| --------- | - | - | - | - | - | - | - | - | - | -- | -- | -- | -- | -- | -- | -- | -- | -- | -- | -- | -- | -- | -- | -- | -- | -- | -- | -- | -- | -- | -- | -- | -- | -- | -- | -- | -- | -- |
| Luogo     | T | C | T | C | T | C | C | T | C | T  | C  | T  | C  | T  | C  | T  | C  | T  | C  | C  | T  | C  | T  | C  | T  | T  | C  | T  | C  | T  | C  | T  | C  | T  | C  | T  | C  | T  |
| Risultato | V | V | V | V | V | V | V | V | N | V  | V  | V  | V  | V  | V  | V  | V  | N  | V  | V  | V  | N  | V  | V  | V  | V  | V  | P  | V  | V  | V  | P  | V  | N  | N  | P  | N  | P  |
| Posizione | 1 | 1 | 1 | 1 | 1 | 1 | 1 | 1 | 1 | 1  | 1  | 1  | 1  | 1  | 1  | 1  | 1  | 1  | 1  | 1  | 1  | 1  | 1  | 1  | 1  | 1  | 1  | 1  | 1  | 1  | 1  | 1  | 1  | 1  | 1  | 1  | 1  | 1  |

Fonte:  Serie A – Classifica, su legaseriea.it.
Legenda:

Luogo: C = Casa; T = Trasferta. Risultato: V = Vittoria; N = Pareggio; P = Sconfitta.

### Statistiche dei giocatori
Sono in corsivo i calciatori che hanno lasciato la società a stagione in corso.
| Giocatore       | Serie A  | Serie A | Serie A     | Serie A    | Coppa Italia | Coppa Italia | Coppa Italia | Coppa Italia | UEFA Champions League | UEFA Champions League | UEFA Champions League | UEFA Champions League | Supercoppa italiana | Supercoppa italiana | Supercoppa italiana | Supercoppa italiana | Totale   | Totale | Totale      | Totale     |
| Giocatore       | Presenze | Reti    | Ammonizioni | Espulsioni | Presenze     | Reti         | Ammonizioni  | Espulsioni   | Presenze              | Reti                  | Ammonizioni           | Espulsioni            | Presenze            | Reti                | Ammonizioni         | Espulsioni          | Presenze | Reti   | Ammonizioni | Espulsioni |
| --------------- | -------- | ------- | ----------- | ---------- | ------------ | ------------ | ------------ | ------------ | --------------------- | --------------------- | --------------------- | --------------------- | ------------------- | ------------------- | ------------------- | ------------------- | -------- | ------ | ----------- | ---------- |
| A. Barzagli     | 7        | 0       | 0           | 0          | 0            | 0            | 0            | 0            | 3                     | 0                     | 0                     | 0                     | 0                   | 0                   | 0                   | 0                   | 10       | 0      | 0           | 0          |
| M. Benatia      | 5        | 0       | 2           | 0          | 0            | 0            | 0            | 0            | 1                     | 0                     | 0                     | 0                     | 0                   | 0                   | 0                   | 0                   | 6        | 0      | 2           | 0          |
| L. Bonucci      | 29       | 3       | 2           | 0          | 1            | 0            | 0            | 0            | 10                    | 0                     | 0                     | 0                     | 1                   | 0                   | 0                   | 0                   | 41       | 3      | 2           | 0          |
| R. Bentancur    | 31       | 2       | 9           | 1          | 1            | 0            | 0            | 0            | 7                     | 0                     | 1                     | 0                     | 1                   | 0                   | 0                   | 0                   | 40       | 2      | 10          | 1          |
| F. Bernardeschi | 28       | 2       | 5           | 1          | 2            | 1            | 1            | 0            | 8                     | 0                     | 2                     | 0                     | 1                   | 0                   | 0                   | 0                   | 39       | 3      | 8           | 1          |
| M. Cáceres      | 9        | 0       | 1           | 0          | 0            | 0            | 0            | 0            | 0                     | 0                     | 0                     | 0                     | 0                   | 0                   | 0                   | 0                   | 9        | 0      | 1           | 0          |
| E. Can          | 29       | 4       | 7           | 0          | 1            | 0            | 1            | 0            | 6                     | 0                     | 1                     | 0                     | 1                   | 0                   | 0                   | 0                   | 37       | 4      | 9           | 0          |
| J. Cancelo      | 25       | 1       | 6           | 0          | 1            | 0            | 0            | 0            | 7                     | 0                     | 0                     | 0                     | 1                   | 0                   | 0                   | 0                   | 34       | 1      | 6           | 0          |
| G. Chiellini    | 25       | 1       | 3           | 0          | 2            | 0            | 0            | 0            | 6                     | 0                     | 1                     | 0                     | 1                   | 0                   | 0                   | 0                   | 34       | 1      | 4           | 0          |
| D. Costa        | 17       | 1       | 2           | 1          | 2            | 0            | 0            | 0            | 5                     | 0                     | 0                     | 0                     | 1                   | 0                   | 0                   | 0                   | 25       | 1      | 2           | 1          |
| J. Cuadrado     | 18       | 1       | 4           | 0          | 0            | 0            | 0            | 0            | 5                     | 0                     | 1                     | 0                     | 0                   | 0                   | 0                   | 0                   | 23       | 1      | 5           | 0          |
| M. De Sciglio   | 22       | 0       | 2           | 0          | 2            | 0            | 1            | 0            | 4                     | 0                     | 0                     | 0                     | 0                   | 0                   | 0                   | 0                   | 28       | 0      | 3           | 0          |
| P. Dybala       | 30       | 5       | 2           | 0          | 2            | 0            | 0            | 0            | 9                     | 5                     | 1                     | 0                     | 1                   | 0                   | 1                   | 0                   | 42       | 10     | 4           | 0          |
| P. Gozzi        | 1        | 0       | 0           | 0          | 0            | 0            | 0            | 0            | 0                     | 0                     | 0                     | 0                     | 0                   | 0                   | 0                   | 0                   | 1        | 0      | 0           | 0          |
| G. Kastanos     | 1        | 0       | 0           | 0          | 0            | 0            | 0            | 0            | 0                     | 0                     | 0                     | 0                     | 0                   | 0                   | 0                   | 0                   | 1        | 0      | 0           | 0          |
| M. Kean         | 13       | 6       | 2           | 0          | 1            | 1            | 0            | 0            | 3                     | 0                     | 0                     | 0                     | 0                   | 0                   | 0                   | 0                   | 17       | 7      | 2           | 0          |
| S. Khedira      | 10       | 2       | 0           | 0          | 2            | 0            | 0            | 0            | 4                     | 0                     | 0                     | 0                     | 1                   | 0                   | 0                   | 0                   | 17       | 2      | 0           | 0          |
| M. Mandžukić    | 25       | 9       | 4           | 0          | 0            | 0            | 0            | 0            | 8                     | 1                     | 0                     | 0                     | 0                   | 0                   | 0                   | 0                   | 33       | 10     | 4           | 0          |
| B. Matuidi      | 31       | 3       | 5           | 0          | 1            | 0            | 1            | 0            | 9                     | 0                     | 2                     | 0                     | 1                   | 0                   | 0                   | 0                   | 42       | 3      | 8           | 0          |
| S. Mavididi     | 1        | 0       | 0           | 0          | 0            | 0            | 0            | 0            | 0                     | 0                     | 0                     | 0                     | 0                   | 0                   | 0                   | 0                   | 1        | 0      | 0           | 0          |
| H. Nicolussi    | 3        | 0       | 0           | 0          | 0            | 0            | 0            | 0            | 0                     | 0                     | 0                     | 0                     | 0                   | 0                   | 0                   | 0                   | 3        | 0      | 0           | 0          |
| M. Pereira      | 3        | 0       | 0           | 0          | 0            | 0            | 0            | 0            | 0                     | 0                     | 0                     | 0                     | 0                   | 0                   | 0                   | 0                   | 3        | 0      | 0           | 0          |
| M. Perin        | 9        | -8      | 1           | 0          | 0            | 0            | 0            | 0            | 0                     | 0                     | 0                     | 0                     | 0                   | 0                   | 0                   | 0                   | 9        | -8     | 1           | 0          |
| C. Pinsoglio    | 1        | -2      | 0           | 0          | 0            | 0            | 0            | 0            | 0                     | 0                     | 0                     | 0                     | 0                   | 0                   | 0                   | 0                   | 1        | -2     | 0           | 0          |
| M. Pjanić       | 31       | 2       | 7           | 1          | 2            | 0            | 1            | 0            | 10                    | 2                     | 1                     | 0                     | 1                   | 0                   | 1                   | 0                   | 44       | 4      | 10          | 1          |
| M. Portanova    | 1        | 0       | 1           | 0          | 0            | 0            | 0            | 0            | 0                     | 0                     | 0                     | 0                     | 0                   | 0                   | 0                   | 0                   | 1        | 0      | 1           | 0          |
| C. Ronaldo      | 31       | 21      | 3           | 0          | 2            | 0            | 0            | 0            | 9                     | 6                     | 1                     | 1                     | 1                   | 1                   | 0                   | 0                   | 43       | 28     | 4           | 1          |
| D. Rugani       | 15       | 2       | 3           | 0          | 1            | 0            | 0            | 0            | 4                     | 0                     | 1                     | 0                     | 0                   | 0                   | 0                   | 0                   | 20       | 2      | 4           | 0          |
| A. Sandro       | 31       | 1       | 7           | 0          | 2            | 0            | 0            | 0            | 9                     | 0                     | 3                     | 0                     | 1                   | 0                   | 1                   | 0                   | 43       | 1      | 11          | 0          |
| L. Spinazzola   | 10       | 0       | 0           | 0          | 1            | 0            | 0            | 0            | 1                     | 0                     | 0                     | 0                     | 0                   | 0                   | 0                   | 0                   | 12       | 0      | 0           | 0          |
| W. Szczęsny     | 28       | -20     | 0           | 0          | 2            | -3           | 0            | 0            | 10                    | -9                    | 1                     | 0                     | 1                   | -0                  | 0                   | 0                   | 41       | -32    | 1           | 0          |

## Giovanili

### Organigramma
Area sportiva
- Football Department Organization Manager: Paolo Morganti[107]
- Academy Manager: Massimiliano Scaglia[52]

Area tecnica
Settore giovanile
- Primavera[108]
  - Allenatore: Francesco Baldini
  - Allenatore in seconda: Piero Panzanaro
  - Collaboratore tecnico: Stefano Vetri
  - Preparatore atletico: Ivan Teoli
  - Preparatore portieri: Daniele Borri
- Under-17[109]
  - Allenatore: Francesco Pedone
  - Collaboratore tecnico: Attila Malfatti
  - Preparatore atletico: Alessandro Giacosa
  - Preparatore portieri: Stefano Baroncini
- Under-16[110]
  - Allenatore: Paolo Beruatto
  - Preparatore atletico: Francesco Lucia
  - Preparatore portieri: Davide Micillo
- Under-15[111]
  - Allenatore: Giovanni Valenti
- Under-14[111]
  - Allenatori: Alberto Lampo ed Edoardo Sacchini

Attività di base
- Under-13[112]
  - Allenatori: Fabio Moschini e Massimiliano Marchio
  - Preparatore portieri: Davide Di Stefano
- Under-11[113]
  - Allenatori: Alessandro Calcia e Alessio Gibin
  - Preparatore portieri: Leonardo Buggin
- Under-10[114]
  - Allenatori: Davide Perri e Fabio Cucinello
  - Preparatore portieri: Nicolò Maiani

### Piazzamenti
- Primavera:
  - Campionato: fase a gironi[115]
  - Coppa Italia: quarti di finale[116]
  - UEFA Youth League:[117] play-off[118]
- Under-17:
  - Campionato: quarti di finale[119]
  - Future Cup: vincitrice[120]
- Under-16:
  - Campionato: semifinale[121]
- Under-15:
  - Campionato: play-off[122]